# Xã Milford, Quận LaGrange, Indiana
Xã Milford (tiếng Anh: Milford Township) là một xã thuộc quận LaGrange, tiểu bang Indiana, Hoa Kỳ. Năm 2010, dân số của xã này là 2.868 người.